# Lisa Nielebock

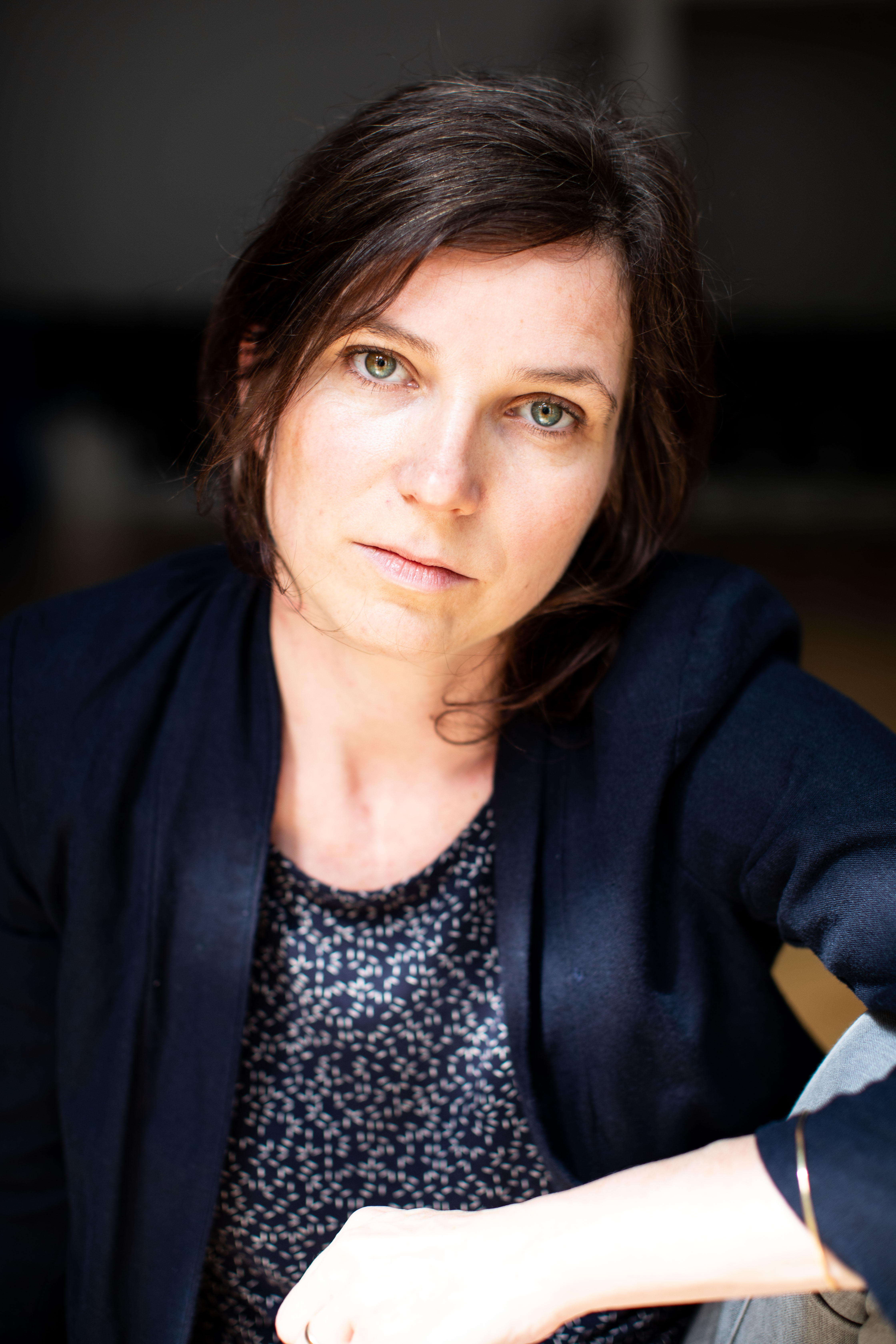
Lisa Nielebock

Lisa Nielebock (* 1978 in Tübingen) ist Theaterregisseurin und seit 2014 Professorin für Regie an der Folkwang-Universität der Künste in Essen.

## Karriere
Nach dem Abitur studierte sie Regie an der Folkwang Hochschule Essen. Für ihre Abschlussinszenierung „Elektra“ (Hofmannsthal/Aischylos) wurde sie 2004 mit dem Folkwangpreis und beim Körberstudio Junge Regie in Hamburg ausgezeichnet.
Sie begann 2005 als Hausregisseurin am Schauspielhaus Bochum, weiter inszenierte sie am Nationaltheater Mannheim, Schauspiel Essen, am Nationaltheater Weimar, Konzerttheater Bern, Schauspiel Frankfurt und am Staatstheater Hannover.
Ihre Inszenierung Penthesilea von Kleist wurde zum NRW-Theatertreffen 2007 eingeladen. Sie erhielt diverse Kritikerauszeichnungen.
Am Schauspielhaus Bochum inszenierte sie u. a. Kleists Penthesilea, Gespenster von Ibsen, Macbeth von Shakespeare,  Roberto Zucco von Koltès, Kasimir und Karoline von Horváth, Amphitryon von Kleist und Hiob von Joseph Roth. Am Nationaltheater Mannheim inszenierte sie Lessings Emilia Galotti sowie Medea von Grillparzer und Euripides und Iphigenie auf Tauris von Goethe. Für das Theaterprojekt „Odyssee Europa“ der RUHR.2010 inszenierte sie Roland Schimmelpfennigs Der elfte Gesang. Am Nationaltheater Weimar inszenierte sie Prinz Friedrich von Homburg von Kleist und Das Wintermärchen von Shakespeare.
Am Schauspiel Essen zeigte sie Nathan der Weise von Lessing, am Konzerttheater Bern Torquato Tasso von Goethe und König Lear von Shakespeare. Am Schauspiel Frankfurt folgten Siddhartha von Hesse und Die Wahlverwandtschaften von Goethe und am Staatsschauspiel Hannover Der zerbrochene Krug von Kleist und Hamlet von Shakespeare.